# Tiempos
Tiempos est un album de Rubén Blades sorti en 1999 sur le label Sony Music. 

## Liste des titres
| No  | Titre            | Paroles | Musique | Durée |
| --- | ---------------- | ------- | ------- | ----- |
| 1.  | Mar del sur      |         |         | 4:33  |
| 2.  | Vida             |         |         | 6:22  |
| 3.  | Sicarios         |         |         | 4:42  |
| 4.  | Aguacero         |         |         | 4:42  |
| 5.  | Viento y madera  |         |         | 3:57  |
| 6.  | Tú y mi ciudad   |         |         | 3:43  |
| 7.  | Creencia         |         |         | 5:12  |
| 8.  | Puente del mundo |         |         | 5:00  |
| 9.  | 20 de diciembre  |         |         | 3:38  |
| 10. | Hipocresía       |         |         | 4:54  |
| 11. | Encrucijada      |         |         | 4:11  |
| 12. | Ilusiones        |         |         | 4:04  |
| 13. | Día a día        |         |         | 5:52  |
| 14. | Tiempos          |         |         | 6:01  |

## Récompense
- 2000 : Grammy Award for Best Latin Pop Performance[2],[3] (voir Grammy Award for Best Latin Pop Album (en))